# ألكسندر ألكسندروف (ملاكم)
أالكسندر ألكسندروف (مواليد 31 أكتوبر 1984) هو ملاكم بلغاري، مثّل بلاده في الألعاب الأولمبية الصيفية 2012. ألكسندروف}}</ref>

## وصلات خارجية
أالكسندر ألكسندروف على موقع بوكس ريك (الإنجليزية) (registration required)
- أالكسندر ألكسندروف على موقع أوليمبيديا (الإنجليزية)